# Yánnis Chlorós
Yánnis Chlorós (en grec : Γιάννης Χλωρός) est un footballeur grec né le 30 octobre 1978 à Schwabach. Il évolue au poste d'attaquant.

## Biographie
Chlorós commence sa carrière professionnelle en signant avec le Panargiakos en juillet 1996. 
Il s'engage en faveur de l'AO Aigáleo en juillet 2000, club où il reste six saisons.

## Carrière
- 1996 :  Panargiakos FC
- 1997 :  Athinaïkós
- 1998-2000 :  AO Trikala
- 2000-2006 :  Aigáleo FC
- 2006 :  AEL Larissa
- 2007-2008 :  Iraklis Thessalonique
- 2008-2009 :  Thrasývoulos Fylís
- 2009-2011 :  Dóxa Dráma
- 2011-2012 :  Panachaïkí
- 2012 :  Panthrakikos FC
- depuis 2012 :  AO Kavala